# Jérémie Elkaïm

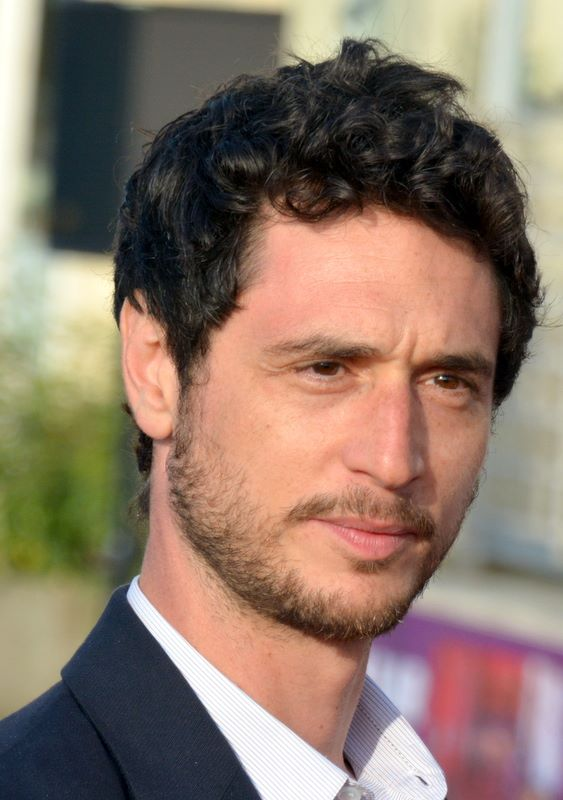
Jérémie Elkaïm 2015

Jérémie Elkaïm (* 29. August 1978 in Paris) ist ein  französischer Schauspieler und Drehbuchautor.

## Leben
Er gab sein Schauspieldebüt in dem 1998 erschienenen und von François Ozon inszenierten Kurzfilm Scènes de lit an der Seite von François Delaive und Camille Japy. Noch im selben Jahr debütierte er auch als Drehbuchautor. Er schrieb an dem von Olivier Séror inszenierten Kurzfilm Un léger différent mit. Anschließend konnte er sich als Schauspieler mit Filmen wie Sommer wie Winter, Alles wegen Benjamin und Poliezei etablieren. Für seine Arbeit am Drehbuch für das Krebsdrama Das Leben gehört uns wurde er bei der Verleihung des französischen Filmpreises César mit einer Nominierung für das beste Originaldrehbuch bedacht.
Elkaïm war mit seiner Kollegin Valérie Donzelli liiert und hat mit ihr zwei Kinder. Mit Donzelli schrieb er die Drehbücher für ihre gemeinsamen Filme La reine de pommes, Main dans la Main, Marguerite et Julien und Das Leben gehört uns. Letzterer thematisiert die Krebserkrankung des gemeinsamen Sohnes. Im Frühjahr 2016 kam Elkaïms drittes Kind zur Welt, Mutter ist seine Partnerin aus Marguerite et Julien, Anaïs Demoustier.

## Filmografie (Auswahl)
- 1998: Scènes de lit
- 1998: Un léger différent
- 2000: Sommer wie Winter (Presque rien)
- 2001: Der Pornograph (Le pornographe)
- 2001: Sexy Boys
- 2002: Alles wegen Benjamin (À cause d’un garçon)
- 2002: Mic außer sich (Zone Reptile)
- 2003: Wer tötete Bambi? (Qui a tué Bambi?)
- 2006: Der Unberührbare (L’intouchable)
- 2008: Nacht und Tag (Bam gua nat)
- 2009: La reine des pommes
- 2009: La grande vie
- 2010: Les amours secrètes
- 2011: Das Leben gehört uns (La guerre est déclarée)
- 2011: Poliezei (Polisse)
- 2012: Main dans la main
- 2013: Opium
- 2013: Grand départ
- 2013: Indésirables
- 2015: Looking for Rohmer
- 2015: Marguerite et Julien
- 2016: Das Mädchen ohne Hände (La jeune fille sans mains)
- 2016: Nicht meine Schuld (Irréprochable)
- 2018: Fiertés – Mut zur Liebe (Fiertés, Fernsehserie, Folge 1x03)
- 2018: Premières vacances
- 2019: On ment toujours à ceux qu’on aime
- 2019: Debout sur la montagne
- 2019: Dann schlaf auch du (Chanson douce)
- 2020: Des feux dans la nuit

## Auszeichnungen (Auswahl)
- 2012: Nominierung für den Patrick-Dewaere-Preis
- 2012: César-Nominierung in der Kategorie Bestes Originaldrehbuch für Das Leben gehört uns